# 阿拉瓜亞國家公園

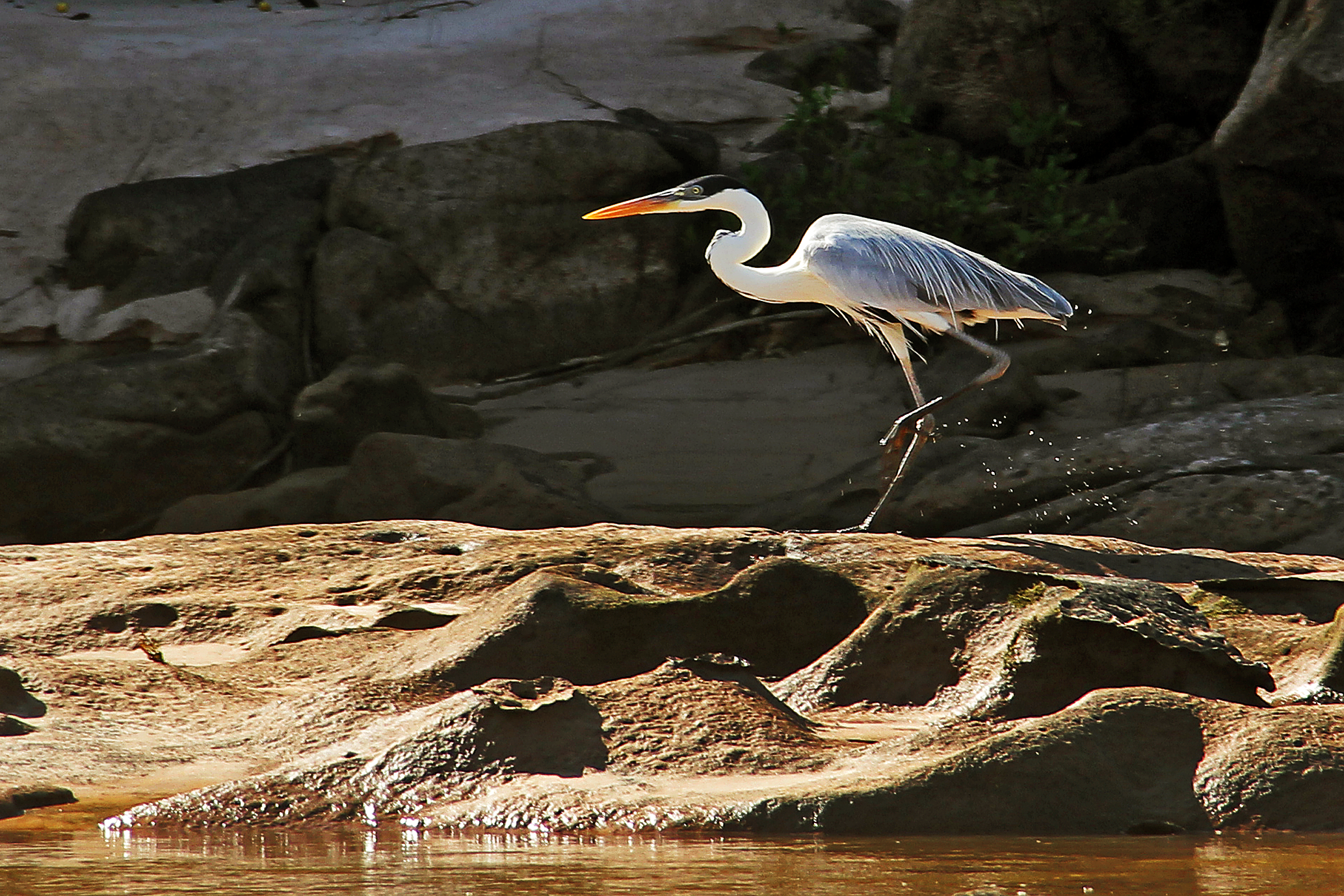

10°30′00″S 50°10′01″W / 10.500°S 50.167°W
阿拉瓜亞國家公園（葡萄牙語：Parque Nacional do Araguaia），是巴西的國家公園，位於該國北部托坎廷斯州，處於阿拉瓜亞河上的巴納納爾島，成立於1959年12月31日，佔地55.6萬公頃。